# Augustin Reimann
Augustin Reimann CSsR (* 13. Oktober 1899 in Deutsch Wernersdorf, Bezirk Braunau (Königreich Böhmen), Österreich-Ungarn; † 15. Januar 1970 in Würzburg) war ein böhmisch-deutscher Redemptorist.

## Leben
Augustin Reimann war das zweitgeborene Kind der Eheleute Augustin und Anna Reimann (geborene Rosenberg). Von 1910 bis 1916 besuchte er das Stiftsgymnasium der Benediktiner in Braunau. Nach dem Noviziat (1916–1917) und der Profess bei den Redemptoristen in Eggenburg (Österreich) studierte er von 1919 bis 1924 Philosophie und Katholische Theologie an der Hochschule der Redemptoristen in Mautern in Steiermark. Nach der Priesterweihe 1923 in Mautern war er von 1926 bis 1930 Krankenhausseelsorger in Karlsbad und Volksmissionar; die Volksmissionars-Tätigkeit setzte er auch in seinem weiteren Leben vielfach fort. Nach der Promotion 1929 zum Doktor der Theologie an der Karls-Universität Prag war er von 1933 bis 1936 Superior des Redemptoristenkollegs Karlsbad. Von 1936 bis 1953 war er Vizeprovinzial der Vizeprovinz Karlsbad. Nach der Vertreibung 1946 war er von 1953 bis 1962 Provinzial der Wiener Provinz der Redemptoristen. Von 1962 bis 1967 war er Rektor des Klosters Steterburg (Kölner Provinz) in Salzgitter-Thiede. Er wurde auf dem Hauptfriedhof Würzburg beerdigt.

## Schriften (Auswahl)
- Von Heiligen, Scheinheiligen und vielen armen Sündern. Kein Roman. Verlag Kirchliche Hilfsstelle, München 1949 OCLC 65506310.
- Der feste Grund. Gedanken zu den Sonntagsevangelien. Königstein im Taunus 1950, OCLC 633739034.
- Auf den Straßen der Vertriebenen. Limburg an der Lahn 1951, OCLC 68758854.
- Böhmerwaldsohn und Bischof von Philadelphia. Johann Nepomuk Neumann CSSR, 1811–1860. Königstein im Taunus 1960, OCLC 68758864.
- Klemens Maria Hofbauer. Ein Lebensbild, 150 Jahre nach seinem Heimgang. Königstein im Taunus 1970, OCLC 631030828.